# Schütze
Schütze es un rango militar alemán que significa "fusilero" o "tirador", o en términos más antiguos connotaban originalmente "arquero" antes del advenimiento del fusil. También ocurre ocasionalmente como un apellido, o como Schütz, como en la opera Der Freischütz. La palabra en sí se deriva de la palabra alemana Schützen, que significa proteger. Originalmente se usaba para los arqueros, ya que protegían los muros del castillo, y es el equivalente alemán de Sagitario, la forma mítica que sostenía el arco y la flecha.

## Descripción

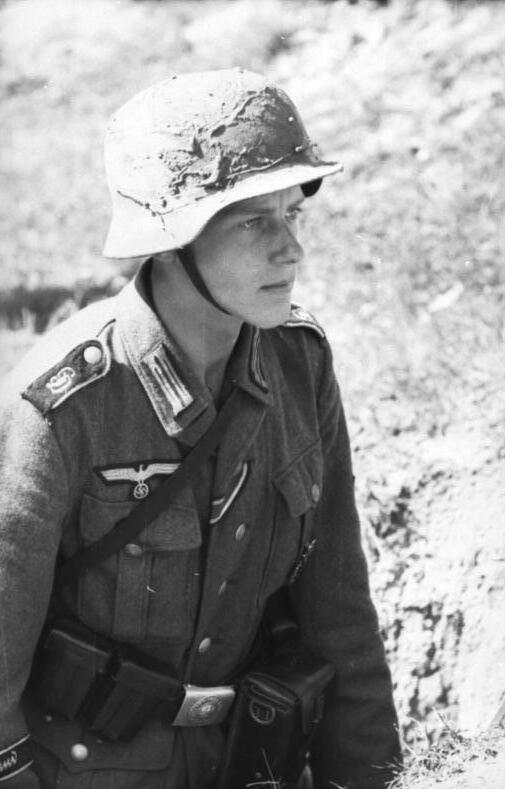
Schütze Div. Großdeutschland, 1943.

Como rango de las Fuerzas Armadas de Alemania en la Primera Guerra Mundial hasta 1918, Schütze fue utilizado para los rangos alistados más bajos en unidades de ametralladoras y algunas tropas de élite como Saxon Schützen-Regiment 108 exclusivamente. Generalmente traducido como "raso", a partir de 1920 nombra el rango más bajo de la infantería Reichswehr. El equivalente de Schütze en las otras ramas del Ejército alemán era Jäger, Kanonier, Pionier, Kraftfahrer o Grenadier en el Ejército; Flieger en la Luftwaffe, Matrose en la Reichsmarine y Kriegsmarine, respectivamente.
Insignias del rango de Schütze en el Heer hasta 1945

| Parche de cuello | Presilla o galón | Insignia de la manga (brazo superior izquierdo) | Descripción    | Equivalente |
|                  |                  | ---                                             | Schütze (OR-1) | ---         |

## Segunda Guerra Mundial
Durante la Segunda Guerra Mundial, también se convirtió en un rango en las Waffen-SS, SS-Schütze. Otras ramas de las SS se referían al rango como Mann.
Insignias del rango Schütze en las Waffen-SS

Galones o presillas del hombro en Feldgrau (todos los otros rangos alistados OR-1 a OR-3 de las Waffen-SS)
Parches de cuello

## Uso actual delSchütze

Insignia de la actual Bundeswehr, Schütze, aquí el galón o presilla para el hombro.

El Ejército alemán actual mantiene a Schütze como el grado alistado más bajo, con un código de rango de la OTAN de OR-1. Un Schütze se ubica debajo de Gefreiter que es el equivalente de un soldado raso (OR-2); El equivalente de una  soldado de primera es un Obergefreiter o Hauptgefreiter.
Durante varios períodos en la historia militar alemana, un alto rango de soldado conocido como Oberschütze existió entre los grados de Schütze y Gefreiter. En el actual Ejército alemán, el rango de Schütze no se usa con mucha frecuencia. Cada parte del Heer componente de las Bundeswehr tiene un nombre diferente para este rango. Por ejemplo, en la Panzergrenadiertruppe (Infantería mecanizada pesada) el nombre del rango es Panzergrenadier, y dentro de Fernmelder (tropas de comunicación), el nombre es Funker (operador de radio).[cita requerida]